# Vollenhovia elysii
Vollenhovia elysii är en myrart som beskrevs av Mann 1919. Vollenhovia elysii ingår i släktet Vollenhovia och familjen myror. Inga underarter finns listade i Catalogue of Life.